# Міклош Гімеш
Міклош Гімеш (угор. Gimes Miklós; 23 грудня 1917, Будапешт — 16 червня 1958) — угорський журналіст і політик, що брав активну участь в Угорській революції 1956 року та був страчений разом з прем'єр-міністром Угорщини Імре Надем та міністром оборони Угорської Народної Республіки Палом Малетером в 1958 році за звинуваченням у зраді, але згодом був реабілітований в 1989 році.

## Походження
Батьки Міклоша Гімеша були угорськими євреями. В 1919 році вони активно підтримували створення Угорської Радянської Республіки. Його батько помер від черевного тифу в 1944 році в Ляйтмеріці під час Голокосту. Його сестра Йука та мати Лілі Хайду пережили репресії завдяки захисному паспорту, що зробив їм Рауль Валленберг.

## Участь у комуністичному русі
В 1942 році Гімеш активно долучається до угорського комуністичного руху, працюючи журналістом у різних комуністичних газетах. Однак, в 1955 році був виключений з Угорської партії трудящих за вимогу реабілітувати Ласло Райка. І лише за наполягання Імре Надя, його членство було відновлено в 1956 році.
В цей час Міклош познайомився з майбутньою дружиною Алісою Хальдою.

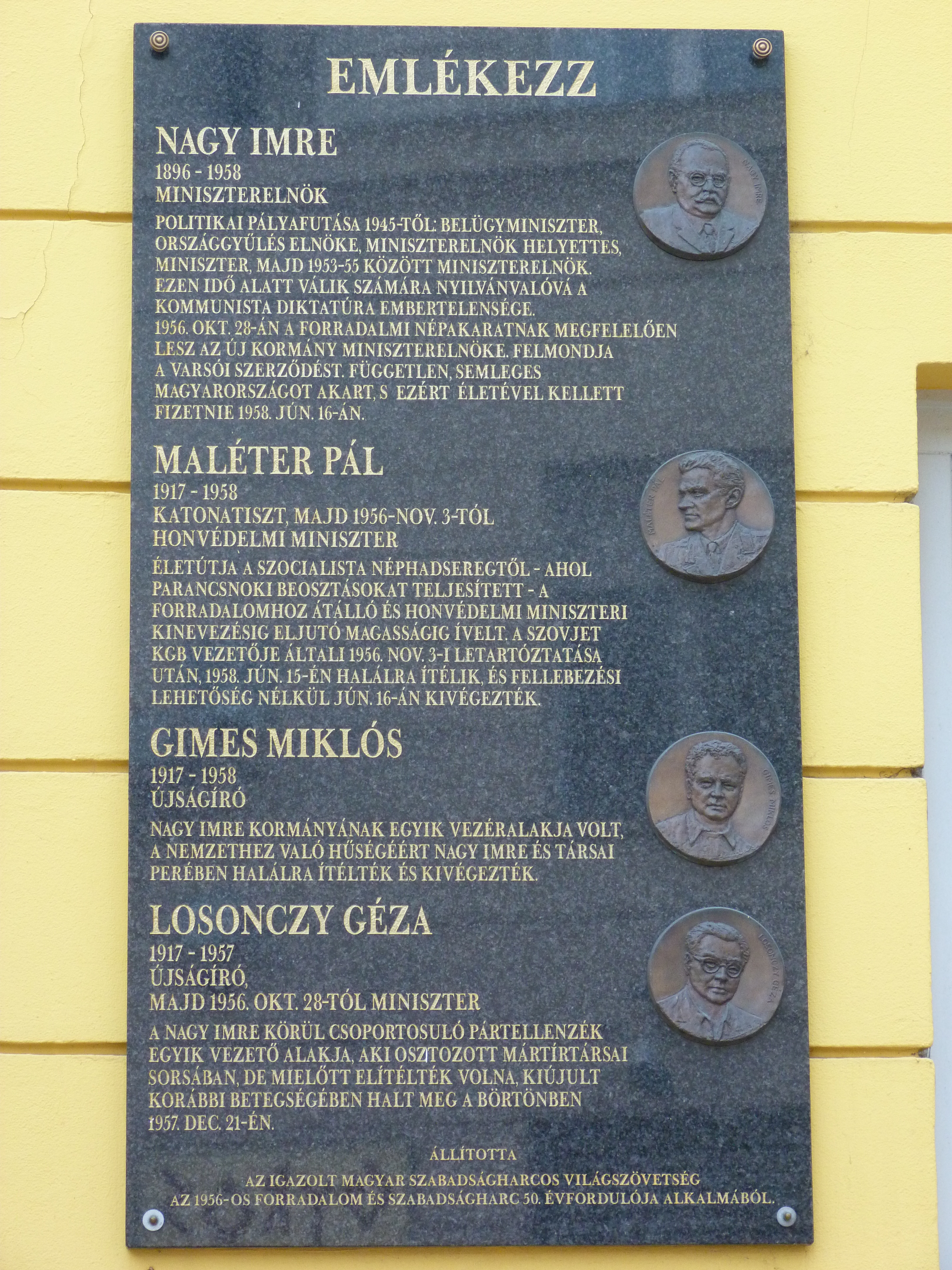
Меморіальна табличка у 8-му районі Будапешту на честь Імре Надя, Пола Малетер, Гімеша Ніколаса та Геза Лошонци

## Участь в революції 1956 року
Під час Угорської революції 1956 року, Міклош Гімеш брав активну участь в політиці та революційній журналістиці. Він заснував і редагував газету Magyar Szabadság разом з іншими революціонерами. Також брав участь в революції навіть після радянського вторгнення, виступаючи в складі Угорського демократичного руху за незалежність.
5 грудня 1956 року Міклош Гімеш був заарештований і притягнутий до суду. Після півтора року слідства, був засуджений Верховним судом Угорщини до смертної кари. Страта була проведена 16 червня 1958 року.

## Реабілітація
На початку політичних змін, що відбулися в Угорщині у 1989 році на могилі Міклоша Гімеша та чотирьох інших жертв були перепоховані за участю кількох сотень тисяч осіб. 6 жовтня 1989 року смертний вирок угорським судом було скасовано.

## Твори
- Harcolunk a békéért a nemzetközi békemozgalom útja., Budapest: Hungaria Könyvnap, 1950
- Übersetzung: Adam Raffy, Wenn Giordano Bruno ein Tagebuch geführt hätte, Budapest: Litteratura 1956